# 3834-es mellékút (Magyarország)
A 3834-es számú mellékút egy csaknem 46 kilométeres hosszúságú, négy számjegyű mellékút Szabolcs-Szatmár-Bereg vármegye középső, illetve északi-északnyugati részén; Nyíregyházától húzódik Nagyhalászon, Dombrádon és az útjába eső kisebb településeken át a 381-es főút kékcsei szakaszáig.

## Nyomvonala
A Nyíregyháza belvárosát övező körútból ágazik ki, annak legészakibb pontja közelében; a körút ott a 36-os főút része, s az elágazás annak az 51+650-es kilométerszelvénye közelében található. Észak felé indul, Sóstói út néven; mintegy 500 méter után elhalad a városi stadion mellett, majd másfél kilométer megtételét követően érinti a Jósa András Kórház épületegyüttesét is. Onnan egy jó darabig külterületek közt halad, közben, 3,2 kilométer után felüljárón áthalad a Budapest–Záhony-vasútvonal vágányai felett.
Kevéssel a felüljáró után kiágazik belőle egy számozatlan önkormányzati út Sóstógyógyfürdő városrész központja felé – azon érhető el a Nyíregyházi Állatpark is –, a 3834-es pedig egy kicsit keletebbi irányt vesz és Kemecsei út néven folytatódik, Sóstógyógyfürdő belterületének keleti szélét, illetve a vasutat kísérve, majd attól kissé eltávolodva, Sóstóhegy házai között. Közben, 3,9 kilométer után elhalad a Sóstó megállóhely, 5,8 kilométer után pedig Sóstóhegy vasútállomás térsége közelében. 6,7 kilométer után kiágazik belőle délkeleti irányban a 38 314-es számú mellékút – ez északi irányból közelíti meg, és szolgálja ki az állomást –, ezután pedig ki is lép a város belterületei közül, onnan már laza beépítettségű kertségek, dűlők között folytatódik.
8,4 kilométer után eléri Kótaj déli határszélét, s ugyanott kiágazik belőle délkelet felé a 38 151-es számú mellékút a Nyírturához tartozó Libabokorra. Kótajnak csak Bodóhegy nevű külterületi településrészén halad végig, magát a községet kelet felől elkerüli; kevéssel a tizedik kilométere előtt keresztezi a 3823-as utat, s onnantól már Nagyhalász határai között halad tovább.
Majdnem pontosan a 13. kilométerénél kiágazik belőle nyugatnak a Homoktanya településrészre vezető 38 148-as számú mellékút, a 14. kilométere után Kecskéstanya településrészen halad keresztül, 16,1 kilométer után pedig kelet felé ágazik ki belőle a 3825-ös út, Kemecse irányában. 16,6 kilométer után éri el a belterület déli szélét, ahol az Arany János utca nevet veszi fel. A központban Kossuth utca lesz a neve, így éri el, majdnem pontosan a 20. kilométerénél azt a körforgalmat, ahol beletorkollik nyugatról, Rakamaz-Gávavencsellő felől a 3821-es út. Nem sokkal ezután nyugat felől mellé ér a Nyírvidéki Kisvasút 119-es számú (2009-ben megszüntetett) dombrádi vonala, együtt is lépnek ki a kisváros házai közül, az út kilométer-számozása tekintetében a 21. kilométere körül.
23,8 kilométer után – változatlanul a kisvasúti nyomvonallal együtt haladva – átlép Tiszatelek területére, ahol kanyargós vonalvezetése ellenére alapvetően keletebbnek veszi az irányt. A 24+550-es kilométerszelvénye közelében kiágazik belőle a 38 145-ös számú mellékút, Érhát településrészre, szűk egy kilométerrel arrébb pedig a 38 150-es út, Kocobatanya falurész kiszolgálására; ugyanott az út keresztezi a síneket, Kétérköz megálló egykori helye mellett, majd eltávolodik azoktól. A névadó Kétérköz településrész házai között folytatódik, Dózsa György utca néven, majd a 27+450-es kilométerszelvénye táján kiágazik belőle egy számozatlan önkormányzati út Tiszahát községrészre; ezen érhető el a környék egyik legnagyobb tiszai szabadstrandja is. Innentől  már a település hosszan elnyúló belterületei között húzódik, Kossuth utca néven; közben dél felől visszatér mellé a vasúti nyomvonal.
Kevéssel a 31. kilométere előtt, alighogy elhagyja Tiszatelek legkeletibb házait, átlép Dombrád területére, majd szinte azonnal kiágazik belőle dél felé a 3826-os út, Beszterec és azon át Kék felé. Nagyjából a 33. és a 35. kilométerei között Újdombrádon halad végig, Fő utca néven – közben újra keresztezi a vasutat – majd még a 36. kilométere előtt ismét visszatér dombrádi határok közé. E várost mintegy 38,4 kilométer után éri el, ahol a Tiszateleki út nevet veszi fel. Majdnem pontosan a 39. kilométerénél keresztezi a 3827-es utat – ez néhány évtizede még Nyírbogdánytól a Tisza túlpartján fekvő Cigándig vezetett, de az egykori pontonhíd elbontása óta már csak a folyó partjáig tart. A folytatásban a Vasút utca, majd a Kölcsey utca nevet viseli, így halad el Dombrád vasútállomás térsége és az ott létesült kisvasúti „skanzen” mellett, egy szakaszon Szabadság tér, majd Kossuth Lajos utca a települési neve. 40,4 kilométer után kiágazik belőle kelet felé a 3828-as út Pátroha irányába, körülbelül 41,6 kilométer után pedig kilép a belterületről.
42,3 kilométer után már Tiszakanyár határai közt húzódik, a lakott terület mintegy fél kilométerrel arrébb éri el, s ott a Dombrádi utca nevet veszi fel. A központot elhagyva, a keleti falurészben már Móricz Zsigmond utca a neve, így éri el a belterület keleti szélét is, 44,9 kilométer után. 45,3 kilométer megtétele után éri el az útjába eső utolsó település, Kékcse határszélét, de lakott területeket ott már nem érint, kevéssel ezután véget is ér, beletorkollva a 381-es főútba, annak a 40+650-es kilométerszelvénye közelében.
Teljes hossza, az országos közutak térképes nyilvántartását szolgáló kira.kozut.hu adatbázisa szerint 45,796 kilométer.

## Története
1934-ben a kereskedelem- és közlekedésügyi miniszter 70 846/1934. számú rendelete teljes hosszában harmadrendű főúttá nyilvánította, a Nyíregyházától Dombrádon át Kisvárdáig húzódó 353-as főút részeként. Azonos módon jelöli egy dátum nélküli, feltehetőleg 1950 körül készült közúthálózati térkép is.

## Települések az út mentén
- Nyíregyháza
- (Kótaj)
- Nagyhalász
- Tiszatelek
- Újdombrád
- Dombrád
- Tiszakanyár
- (Kékcse)